# ایشیکاوا فاسائه
ایشیکاوا فاسائه (انگلیسی: Ichikawa Fusae; ۱۵ مهٔ ۱۸۹۳ – ۱۱ فوریهٔ ۱۹۸۱) سیاستمدار اهل ژاپن بود. وی یکی از افراد کلیدی در ایجاد حق رأی زنان در ژاپن بود.